# 小室等
小室 等（こむろ ひとし、1943年〈昭和18年〉11月23日 - ）は、日本のフォークシンガーで、PPMフォロワーズ、六文銭のリーダー。フォーライフ・レコード初代社長。オフィス・キーズ所属。娘は歌手のこむろゆい。

## 人物・エピソード
東京都葛飾区堀切出身。
聖学院中学校・高等学校、多摩美術大学彫刻科を卒業した。

## THE ALFEE
THE ALFEEを見出し、デビューの切っ掛けを作った人物である。THE ALFEEの母体となったフォークグループ「コンフィデンス」が出場したアマチュアのフォークコンテストで彼らの才能に注目し、自身が企画した映画（この映画は諸問題により計画が頓挫）のサウンドトラックに参加のオファーを出し、「コンフィデンス」としてのアルバムとシングルのリリースに至った経緯がある。その後も現在に至るまで公私に渡り交流が続いている。

## 活動歴
- PPMフォロワーズ
  - 多摩美術大学在籍中に結成した。1967年に唯一のアルバム『オリジナル・フォーク 君はある日』をリリースした。
- 六文銭
  - 初期：主なメンバーは、岩沢幸矢、石川鷹彦、入川捷、小室のり子。バンド名は「四谷3丁目で目に付いた居酒屋の名」を採ったと岩沢幸矢が書いている。その後、別役実の芝居などに楽団「六文銭」として参加した。この時期には歌手・役者など様々なメンバーが出入りした。中川五郎とのカップリングのインディーズアルバム『六文銭/中川五郎』でURCからデビューした。
  - 最盛期：主なメンバーは、及川恒平、四角佳子、原茂、橋本良一。『キングサーモンのいる島』をベルウッド・レコードからリリース。『サーカスゲーム』や上條恒彦と六文銭が歌った『出発の歌』（たびだちのうた）がヒットした。その1年後に解散した。『六文銭メモリアル』『六文銭シングルス』を残す。
- 新六文銭
  - よしだたくろう、柳田ヒロ、後藤次利、チト河内らと六文銭を再編したが、金沢事件で活動を停止した。レコーディング音源は残されなかったが、バンドの音としては「伽草子（よしだたくろう）」が近い。小室等の楽曲は『デッドヒート』に含まれる。
- キングレコード、ベルウッドレコード時代のソロ
  - 『私は月には行かないだろう』をキングレコードから、『東京』、『デッドヒート（ライヴアルバム）』の2枚をベルウッドレコードからリリースした。
- フォーライフ・レコード
  - 1975年に井上陽水・吉田拓郎・泉谷しげるとともにフォーライフ・レコード設立し、初代社長に就任した。泉谷によれば多数決により満場一致で選出（小室も自分に投票した）された。
- 詩人谷川俊太郎とのコラボレーションアルバムを次々とリリースした。
- 自らのシンガーとしての活動の他、『テレポートTBS6』『高原へいらっしゃい』『白い影』『老人と海』などテレビ番組、ドラマ、映画の音楽も担当した。
- 『俺たちの朝』（松崎しげる）、『淋しいのはお前だけじゃない』（西田敏行）など他アーティストへの楽曲提供の活動も多い。
- 1993年、『小室等 東京昔の音』（文化放送）、『ソングス〜小室等と子どもたち』（日本短波放送）でのラジオパーソナリティが評価され、第30回ギャラクシー賞・ラジオ部門個人賞を受賞した[3]。
- 1995年、TOKYO MXの開局と同時に始まった「LOG IN TOKYO」の月曜パーソナリティに就任した。当時まだ珍しかったインターネットやFAXを使った双方向番組で、テレビにしては珍しいコンセプトの番組において、フォーク歌手らしいパーソナリティぶりを発揮した。一度、火曜日の放送に招かれ、パーソナリティの葉千栄と共演した。このときは後ろの黒板に「歓迎 小室等大兄」と中国語で歓迎された。月・火通してのテーマソングは小室の「ここから風が」であり、本編エンディングで使用された。後に、当時のMXでは珍しい人気番組にも関わらず、局の都合で月曜のみとなり、小室と葉が隔週でパーソナリティを務めた。
- 1996年、『俺たちの朝』をセルフカバーした「青空に問いかけて」が映画「八つ墓村」（市川崑監督）の主題歌に起用される。
- 2002年 - 2007年まで、中山千夏、永六輔、矢崎泰久 と設立した「学校ごっこ」で、月に1度「小室等的フォークの歴史」講座を日本青年館で開いた。
- 2005年3月、「マガジン9条」発起人となった[4]。
- 近年は、及川恒平・四角佳子と共に、まるで六文銭のように（2009年4月にこむろゆいが加入、「六文銭'09」に改名）のメンバーとして、こむろゆいとの親子デュオ「Lagniappe（ラニヤップ）」としても活動する。
- 2010年、伊豆総合高等学校校歌の作曲を手掛ける。

## ディスコグラフィ

### シングル
| ＃                     | 発売日         | 面             | タイトル                        | 規格           | 規格品番       |
| キングレコード         | キングレコード | キングレコード | キングレコード                  | キングレコード | キングレコード |
| ---------------------- | -------------- | -------------- | ------------------------------- | -------------- | -------------- |
| 1st                    | 1971年4月1日   | A              | 雨が空から降れば                | EP             | BS-1363        |
| 1st                    | 1971年4月1日   | B              | 私は月には行かないだろう        | EP             | BS-1363        |
| ベルウッド・レコード   |                |                |                                 |                |                |
| 2nd                    | 1974年10月25日 | A              | かげろうの唄                    | EP             | OF-27          |
| 2nd                    | 1974年10月25日 | B              | あの人                          | EP             | OF-27          |
| フォーライフ・レコード |                |                |                                 |                |                |
| 3rd                    | 1975年10月25日 | A              | 愛よこんにちは                  | EP             | FLS-3          |
| 3rd                    | 1975年10月25日 | B              | スーパーマーケット              | EP             | FLS-3          |
| 4th                    | 1976年6月10日  | A              | お早うの朝                      | EP             | FLS-9          |
| 4th                    | 1976年6月10日  | B              | 高原                            | EP             | FLS-9          |
| 5th                    | 1977年5月25日  | A1             | お早うの朝                      | EP             | FLC-5EP        |
| 5th                    | 1977年5月25日  | A2             | スーパーマーケット              | EP             | FLC-5EP        |
| 5th                    | 1977年5月25日  | B1             | 季節はずれの僕の凧              | EP             | FLC-5EP        |
| 5th                    | 1977年5月25日  | B2             | 愛よこんにちは                  | EP             | FLC-5EP        |
| 6th                    | 1977年5月25日  | A1             | 雨が空から降れば                | EP             | FLC-6EP        |
| 6th                    | 1977年5月25日  | A2             | ユイコムロ                      | EP             | FLC-6EP        |
| 6th                    | 1977年5月25日  | B1             | 東京                            | EP             | FLC-6EP        |
| 6th                    | 1977年5月25日  | B2             | 12階建てのバス                  | EP             | FLC-6EP        |
| 7th                    | 1977年6月25日  | A              | 岬まで                          | EP             | FLS-1002       |
| 7th                    | 1977年6月25日  | B              | 道順                            | EP             | FLS-1002       |
| 8th                    | 1978年9月21日  | A              | おまえが死んだあとで            | EP             | FLS-1032       |
| 8th                    | 1978年9月21日  | B              | 汽車と川                        | EP             | FLS-1032       |
| 9th                    | 1979年11月5日  | A              | 雨が空から降れば                | EP             | FLS-1061       |
| 9th                    | 1979年11月5日  | B              | クリフトン N.J.                 | EP             | FLS-1061       |
| 10th                   | 1979年12月21日 | A              | 寒い冬                          | EP             | FLS-1066       |
| 10th                   | 1979年12月21日 | B              | Don't Touch                     | EP             | FLS-1066       |
| 11th                   | 1981年9月5日   | A              | 旅の終わりに                    | EP             | 7K-35          |
| 11th                   | 1981年9月5日   | B              | 遠い朝(あした)                  | EP             | 7K-35          |
| 12th                   | 1986年12月21日 | A              | バードマン                      | EP             | 7K-248         |
| 12th                   | 1986年12月21日 | B              | door                            | EP             | 7K-248         |
| 13th                   | 1990年12月15日 | 1              | 老人と海                        | 8cmCD          | FLDF-9132      |
| 13th                   | 1990年12月15日 | 2              | ここから風が                    | 8cmCD          | FLDF-9132      |
| 非売品                 | 1994年         | 1              | ベラルーシの少女/雨のベラルーシ | 8cmCD          | PRD-5008       |
| 14th                   | 1996年10月23日 | 1              | 青空に問いかけて                | 8cmCD          | FLDF-1609      |
| 14th                   | 1996年10月23日 | 2              | 翼                              | 8cmCD          | FLDF-1609      |

デュエットシングル
| ＃                     | No.                    | タイトル                   | 発売日                 | 規格                   | 規格品番               |
| フォーライフ・レコード | フォーライフ・レコード | フォーライフ・レコード     | フォーライフ・レコード | フォーライフ・レコード | フォーライフ・レコード |
| ---------------------- | ---------------------- | -------------------------- | ---------------------- | ---------------------- | ---------------------- |
| 小室等 & 清水國明      | 1                      | まゆげの唄                 | 1999年8月21日          | 8cmCD                  | FLDF-1697              |
| 小室等 & 清水國明      | 2                      | ひとつのドア（こむろゆい） | 1999年8月21日          | 8cmCD                  | FLDF-1697              |

### アルバム
オリジナル・アルバム
| ＃                     | 発売日         | タイトル                  | 規格           | 規格品番       | 備考                       |
| キングレコード         | キングレコード | キングレコード            | キングレコード | キングレコード | キングレコード             |
| ---------------------- | -------------- | ------------------------- | -------------- | -------------- | -------------------------- |
| 1st                    | 1971年4月25日  | 私は月には行かないだろう  | LP             | SKD-1001       |                            |
| 1st                    | 2012年10月3日  | 私は月には行かないだろう  | CD             | KICS-2569      | 2012年デジタルリマスター盤 |
| 2nd                    | 1973年11月25日 | 東京                      | LP             | OFL-19         |                            |
| 2nd                    | 2012年10月3日  | 東京                      | CD             | KICS-2571      | 2012年デジタルリマスター盤 |
| フォーライフ・レコード |                |                           |                |                |                            |
| 3rd                    | 1975年11月25日 | 明日                      | LP             | FLL-4001       |                            |
| 3rd                    | 1990年11月21日 | 明日                      | CD             | FLCF-29086     |                            |
| 3rd                    | 2013年8月7日   | 明日                      | Blu-spec CD    | FLCF-5055      | 紙ジャケット仕様           |
| 4th                    | 1976年9月25日  | いま 生きているということ | LP             | FLL-4001       |                            |
| 4th                    | 1990年11月21日 | いま 生きているということ | CD             | FLCF-29087     |                            |
| 4th                    | 2013年8月7日   | いま 生きているということ | Blu-spec CD    | FLCF-5056      | 紙ジャケット仕様           |
| 5th                    | 1977年8月25日  | 父の歌                    | LP             | FLL-5010       |                            |
| 5th                    | 1990年11月21日 | 父の歌                    | CD             | FLCF-29088     |                            |
| 5th                    | 2013年8月7日   | 父の歌                    | Blu-spec CD    | FLCF-5057      | 紙ジャケット仕様           |
| 6th                    | 1978年9月21日  | プロテストソング          | LP             | FLL-5022       |                            |
| 6th                    | 1990年11月21日 | プロテストソング          | CD             | FLCF-29089     |                            |
| 6th                    | 2013年8月7日   | プロテストソング          | Blu-spec CD    | FLCF-5058      | 紙ジャケット仕様           |
| 7th                    | 1980年1月21日  | 長い夢                    | LP             | FLL-5039       |                            |
| 7th                    | 1990年11月21日 | 長い夢                    | CD             | FLCF-29090     |                            |
| 7th                    | 2013年8月7日   | 長い夢                    | Blu-spec CD    | FLCF-5059      | 紙ジャケット仕様           |
| 8th                    | 1981年9月5日   | 目撃者 (Eyewitness)       | LP             | 28K-26         |                            |
| 8th                    | 2008年1月23日  | 目撃者 (Eyewitness)       | CD             | FLCF-4220      | ボーナス・トラック4曲入    |
| 9th                    | 1986年12月21日 | 「会い」I am a…           | LP             | 28K-125        |                            |
| 9th                    | 1986年12月21日 | 「会い」I am a…           | CD             | 35KD-69        |                            |
| 10th                   | 1991年5月21日  | 午後のレフュージー        | CD             | FLCF-30098     |                            |
| 11th                   | 1996年10月23日 | 時間のパスポート          | CD             | FLCF-3649      |                            |
| 12th                   | 2005年11月23日 | NO GOOD WITHOUT YOU       | CD             | ORCD-9004      |                            |
| 13th                   | 2017年9月20日  | プロテストソング2         | CD             | FLCF-4509      |                            |

ライブ・アルバム
| ＃                     | 発売日               | タイトル                                            | 規格                 | 規格品番             |
| ベルウッド・レコード   | ベルウッド・レコード | ベルウッド・レコード                                | ベルウッド・レコード | ベルウッド・レコード |
| ---------------------- | -------------------- | --------------------------------------------------- | -------------------- | -------------------- |
| 1st                    | 1974年11月25日       | デッドヒート '74年ライブ                            | LP                   | OFL-30               |
| 1st                    | 2012年10月3日        | デッドヒート '74年ライブ                            | CD                   | KICS-2584            |
| 2nd                    | 1975年8月10日        | 70年9月16日 小室等コンサート                        | LP                   | OFM-1                |
| 2nd                    | 1990年8月21日        | 70年9月16日 小室等コンサート                        | CD                   | KICS-2048            |
| フォーライフ・レコード |                      |                                                     |                      |                      |
| 3rd                    | 1979年3月5日         | 小室等23区コンサート 東京旅行                       | LP                   | FLX-3501             |
| 3rd                    | 1997年5月21日        | 小室等23区コンサート 東京旅行                       | CD                   | FLCF-3686            |
| 4th                    | 1981年7月5日         | 小室等ニューヨーク24時間漂流コンサート              | LP                   | 45K-1                |
| 4th                    | 2003年9月25日        | 小室等ニューヨーク24時間漂流コンサート              | CD                   | FLCF-3983            |
| 5th                    | 2011年10月26日       | 小室等 音楽活動50周年ライブ 〜復興〜 ＜実況録音盤＞ | CD                   | FLCF-5044            |

ベスト・アルバム
| 発売日        | タイトル                                  | 発売元                 | 規格 | 規格品番  |
| ------------- | ----------------------------------------- | ---------------------- | ---- | --------- |
| 1979年11月5日 | 小室等 ザ・ベスト                         | フォーライフ・レコード | LP   | FLL-5033  |
| 1986年3月5日  | 小室等                                    | フォーライフ・レコード | CD   | 35KD-39   |
| 1997年5月21日 | ここから風が〜小室等 DISC HISTORY '71−'92 | フォーライフ・レコード | CD   | FLCF-3685 |

コンピレーションアルバム
| 発売日         | タイトル                                        | 発売元                                   | 規格        | 規格品番    |
| -------------- | ----------------------------------------------- | ---------------------------------------- | ----------- | ----------- |
| 1973年1月15日  | フォーク・ギターの世界                          | ベルウッド・レコード                     | LP          | OFW-5/6     |
| 2012年10月3日  | フォーク・ギターの世界                          | ベルウッド・レコード                     | CD          | KICS-2558/9 |
| 1983年11月21日 | 小室等 TV MUSIC SELECTION IN MEMORY OF 40 YEARS | フォーライフ・レコード                   | LP          | 25K-4       |
| 2011年10月26日 | 小室等 TV MUSIC SELECTION IN MEMORY OF 40 YEARS | フォーライフミュージックエンタテイメント | Blu-spec CD | FLCF-5045   |

サウンドトラック
| 発売日        | タイトル                                  | 発売元                 | 規格 | 規格品番   |
| ------------- | ----------------------------------------- | ---------------------- | ---- | ---------- |
| 1990年8月21日 | YONAGUNI 与那国                           | フォーライフ・レコード | CD   | FLCF-22079 |
| 1999年7月17日 | ナージャの村 オリジナル・サウンドトラック | 日本コロムビア         | CD   | PLCP-84    |

トリビュートアルバム
| 発売日        | タイトル            | 発売元                 | 規格 | 規格品番  |
| ------------- | ------------------- | ---------------------- | ---- | --------- |
| 1997年5月21日 | 武満徹 ソングブック | フォーライフ・レコード | CD   | FLCF-3684 |

CD-BOX
| 発売日        | タイトル | 発売元               | 規格 | 規格品番    |
| ------------- | --- | -------------------- | ---- | ----------- |
| 2004年3月24日 | 小室等BOX - 私は月には行かないだろう - 東京 - 70年9月16日小室等コンサート - デッドヒート74年ライブ（初CD化） | ベルウッド・レコード | CD   | BZCS-9013/6 |

参加アルバム
- 小室等・吉田拓郎・井上陽水・泉谷しげる
  - クリスマス
- 上條恒彦
  - Stage 橋はいつも
- 「中原中也ソングブック〜サーカス」
- 「まんてん」オリジナル・サウンドトラック （「満天島唄」）
- 谷山浩子
  - フィンランドはどこですか?

プロデュース
- 高田渡 & ヒルトップ・ストリングス・バンド
  - ヴァーボン・ストリート・ブルース
- 伊藤多喜雄
  - TAKIO JINC
- 高橋竹山
  - 糸魚川ジオパーク音頭
- 状況劇場 劇中歌集

提供曲
- 上條恒彦
  - だれかが風の中で（作曲）
- 川谷拓三
  - だけど泣かないさ（作詞）
- 三橋美智也
  - 悲しみ河岸/恋放浪（作曲）
- 西田敏行
  - 淋しいのはお前だけじゃない（TBS系テレビ金曜ドラマ『淋しいのはお前だけじゃない』主題歌）（作詞・作曲）ⓟⓒ1982 - 6

タイアップ曲
| 楽曲             | タイアップ                             |
| ---------------- | -------------------------------------- |
| かげろうの唄     | 日本テレビ系『丹下左膳』主題歌         |
| お早うの朝       | TBS系『高原へいらっしゃい』主題歌      |
| 老人と海         | ドキュメンタリー映画『老人と海』主題歌 |
| 青空に問いかけて | 東宝映画『八つ墓村』主題歌             |
| 告別             | 映画『軍隊をすてた国』挿入歌           |

NHKみんなのうた
※▲はラジオのみの放送、△は『特集みんなのうた』の放送。
| 放送期間                      | 放送曲           | デュエット | 再放送 |
| ----------------------------- | ---------------- | ---------- | --- |
| 1976年（昭和51年）10月 - 11月 | 雨が空から降れば | （なし）   | 1977年（昭和52年）6月 - 7月 1979年（昭和54年）6月 - 7月 1984年（昭和59年）11月23日△ 1985年（昭和60年）6月 - 7月 1986年（昭和61年）6月 - 7月 1990年（平成2年）6月 1992年（平成4年）6月 - 7月▲ |
| 1978年（昭和53年）2月 - 3月   | おねえちゃん     | （なし）   | 1984年（昭和59年）3月4日△ 1987年（昭和62年）8月15日△ |
| 1985年（昭和60年）10月 - 11月 | 詩人とつばめ     | （なし）   | 2011年（平成23年）10月 - 11月 2016年（平成28年）10月22日・11月19日 2020年（令和2年）10月 - 11月▲                                                                                             |
| 1987年（昭和62年）8月 - 9月   | とべバッタ       | （なし）   | 1998年（平成10年）8月 - 9月▲ 2019年（令和元年）10月 - 11月▲ |
| 1999年（平成11年）8月 - 9月   | まゆげの唄       | 清水國明   | 2001年（平成13年）8月 - 9月▲ 2007年（平成19年）8月 - 9月 2017年（平成29年）9月8日 2021年（令和3年）6月                                                                                       |

『雨が空から降れば』以外の4曲は2011年10月26日販売のコンピレーションアルバム「小室等 TV MUSIC SELECTION IN MEMORY OF 40 YEARS」のボーナストラックとして収録、『おねえちゃん』『詩人とつばめ（放送音源）』『とべバッタ』は初CD化となった。
映画音楽
- ゆんたんざ沖縄（うちなー）（1987年）
- 老人と海（1991年）
- ナージャの村（1999年）
- 軍隊をすてた国（2002年）
- ランドセルゆれて（2003年）

ドラマ音楽
- 吉井川 （1972年-73年 TBS）
- 高原へいらっしゃい（1976年 TBS）
- 早春スケッチブック（1983年 フジテレビ）

演劇音楽
- 劇団状況劇場の結成時から1988年の解散までほとんどの音楽を手がける。作詞は唐十郎。

## 著書
単著
- 『小室等対談集ポップス談議』ヤマハ音楽振興会、1975年9月10日。
- 『出会いは旅のなかで』晶文社、1980年2月1日。
- 『涙よ枯れるな』話の特集、1982年10月1日。
- 『さて、コーヒーの話だが… : 小室等のコーヒーブレイクエッセイ』〈旺文社文庫〉、旺文社、1982年2月20日。
- 小室等的「音楽的生活」事典 晶文社 1989
- ここから風が : 小室等対話集 ぶどう社 1995
- 人生を肯定するもの、それが音楽 岩波書店 2004 (岩波新書)

共著
- ジェネレーションF―熱狂の70年代×フォーク 小室等, なぎら健壱, 中山ラビ 友部正人 村瀬雅美 桜桃書房 2001/10/1

## 映画・テレビ・ラジオ
テレビドラマ出演
- 雲を翔びこせ（1978）三条実美役
- 幕末青春グラフィティ 坂本竜馬（1982）桂小五郎役
- 中部日本放送創立35周年記念番組 元禄サラリーマン考〜朝日文左衛門の日記（1986年3月9日、CBC） - 小出晦哲役
- ただ一度の人生（1986）
- 今夜もテレビで眠れない（1995）
- 連続テレビ小説　まんてん（2002）漫画家役。劇中挿入歌「満天島唄」も担当。
- 月曜ゴールデン「遠い国から来た男」（2007年7月、TBS）歌声喫茶の歌手役、番組の音楽も担当。

映画出演
- ラストレター（2020年、東宝） - 波止場正三 役

音楽番組
- パイオニア・ステレオ音楽館　(1980年代、東京12チャンネル)
- あなたのメロディー - 審査員

ドキュメンタリー番組
- いのちの響

トーク番組
- Log in TOKYO月曜（当初は「第1部」、1996年4月以降は葉千栄と交代で隔週の出演）（TOKYO MX）
- 小室等の新音楽夜話（TOKYO MX）（2014年4月 - 2018年3月 ）

ラジオ
- 「パックインミュージック」（TBSラジオ）（1974年4月 - 1975年9月）
- 小室等のレッツシング」（TBSラジオ）
- 「ヤングタウンTOKYO」（TBSラジオ）
- 「三ツ矢フォークメイツ」（文化放送）
- 「笑福亭鶴瓶 日曜日のそれ」（ニッポン放送　番組ジングル）
- 「小室等の音楽夜話」（エフエム東京）[1]
- 「拓郎・等のフォーエバーヤング」（エフエム大阪）[1]
- 「アフタヌーン・パラダイス」（エフエム世田谷、2011年4月 - ）毎週水曜日13:00 - 17:00。ただし、15:00 - 17:00の放送については、ミュージックバード系の全国のコミュニティFM放送で聴取可能。
- 「ラジオフォーラム」（ラヂオきしわだ）（2回出場）
- 「小室等のマジかよ ミステリーワールド」（2005年4月 - ）
- 「小室等的フォーク史 〜雨が空から降れば〜」（エフエムさがみ）